# Liste des espèces de bovins
Les bovins constituent une tribu (Bovini) de mammifères ruminants qui comprend plusieurs espèces domestiquées par l'Homme.

## GenreBos
| Espèce          | Nom commun       | Image | Longueur (sans queue)     | Hauteur (au garrot)       | Masse                       | Cornes          | Distribution (pays) | Statut UICN & population          |
| --------------- | ---------------- | ----- | ------------------------- | ------------------------- | --------------------------- | --------------- | --- | --------------------------------- |
| Bos bonasus     | Bison d'Europe   |       | 210-350 cm                | 150-200 cm                | 350-1 000 kg                |                 | Europe (Allemagne, Biélorussie, Bulgarie, Lettonie, Pologne, Roumanie, Russie, Slovaquie, Ukraine)                     | · 2 500                           |
| Bos caucasicus, | Bison du Caucase |       | -                         | -                         | -                           |                 | † Europe (Russie : Ciscaucasie)                                                                                        | Sauf hybrides avec Bos bonasus    |
| Bos bison       | Bison d'Amérique |       | ♂ 304-380 cm ♀ 210-350 cm | ♂ 167-195 cm ♀ 150-180 cm | ♂ 460-998 kg ♀ 360-544 kg   |                 | Amérique du Nord (Canada, États-Unis)                                                                                  | · 11 248-13 123                   |
| Bos gaurus      | Gaur             |       | 250-330 cm                | 170-220 cm                | 700-1 000 kg                | 32-80 cm        | Asie du Sud (Bhoutan, Chine, Inde, Népal) et Asie du Sud-Est (Birmanie, Cambodge, Laos, Malaisie, Thaïlande, Viêt Nam) | · 6 000-21 000                    |
| Bos frontalis   | Gayal            |       | 250 cm                    | 120-170 cm                | ♂ 400-560 kg ♀ 350-400 kg   | < 85 cm         | Asie du Sud (Bangladesh, Birmanie, Chine, Inde)                                                                        | Espèce domestique                 |
| Bos javanicus   | Banteng          |       | 190-225 cm                | 160 cm                    | ♂ 600-800 kg ♀ 400 kg       | ♂ 60-87 cm      | Asie du Sud-Est (Birmanie, Cambodge, Indonésie, Malaisie, Thaïlande, Viêt Nam)                                         | · 4 000-8 000                     |
| Bos domesticus  | Bœuf de Bali     |       | 190-225 cm                | 160 cm                    | ♂ 600-800 kg ♀ 400 kg       | ♂ 60-75 cm      | Asie du Sud-Est (Indonésie) et Océanie (Australie)                                                                     | Espèce domestique                 |
| Bos mutus       | Yack sauvage     |       | 306-385 cm                | ♂ 170-200 cm ♀ 137-156 cm | ♂ 535-1 000 kg ♀ 300-350 kg | ♂ 95 cm ♀ 51 cm | Asie (Chine, Inde) | · 7 500-10 000                    |
| Bos grunniens   | Yack domestique  |       | 145-218 cm                | ♂ 106-129 cm ♀ 112 cm     | ♂ 197-593 kg ♀ 230 kg       | ♂ 95 cm ♀ 51 cm | Répandue en Asie (surtout Chine) et exportée en Europe et Amérique du Nord                                             | Espèce domestique ~ 12 000 000    |
| Bos primigenius | Aurochs          |       | -                         | -                         | -                           | -               | † Europe (au XIIIe siècle, encore présent en Pologne, Lituanie, Moldavie, Transylvanie et Prusse-Orientale)            | (EX)                              |
| Bos taurus      | Bœuf domestique  |       | 150-250 cm                | 100-185 cm                | 150-1 300 kg                | 20-100 cm       | Répandue dans le monde entier                                                                                          | Espèce domestique ~ 1 500 000 000 |
| Bos indicus     | Zébu             |       | 150-250 cm                | 86-106 cm                 | 150-200 kg                  | 20-100 cm       | Répandue dans le monde entier, surtout en Inde, Brésil et États-Unis                                                   | Espèce domestique ~ 4 000 000     |
| Bos sauveli     | Kouprey          |       | 210-220 cm                | 170-190 cm                | 700-900 kg                  | < 80 cm         | Asie du Sud-Est (Cambodge, Laos)                                                                                       | · 0-50                            |

## GenreBubalus
| Espèce                 | Nom commun        | Image | Longueur (sans queue) | Hauteur (au garrot) | Masse        | Cornes   | Distribution (pays)                                                                | Statut UICN & population        |
| ---------------------- | ----------------- | ----- | --------------------- | ------------------- | ------------ | -------- | ---------------------------------------------------------------------------------- | ------------------------------- |
| Bubalus arnee          | Buffle d'eau      |       | 240-300 cm            | 150-190 cm          | 700-1 200 kg |          | Asie du Sud (Bhoutan, Birmanie, Cambodge, Inde, Népal, Thaïlande)                  | · 2 500                         |
| Bubalus bubalis        | Buffle domestique |       | 240-300 cm            | 133-142 cm          | 450-1 000 kg |          | Largement répandue dans les pays tropicaux et subtropicaux, principalement en Asie | Espèce domestique ~ 170 000 000 |
| Bubalus mindorensis    | Tamarau           |       | 220 cm                | 95-120 cm           | 200-274 kg   | 30-51 cm | Asie du Sud-Est (Philippines)                                                      | · 220-300                       |
| Bubalus depressicornis | Anoa de plaine    |       | 122-188 cm            | 81-90 cm            | 200-250 kg   | 18-37 cm | Asie du Sud-Est (Indonésie : Célèbes et Buton)                                     | · 2 500                         |
| Bubalus quarlesi       | Anoa de montagne  |       | 122-153 cm            | 71 cm               | 56-150 kg    | 15-20 cm | Asie du Sud-Est (Indonésie : Célèbes et Buton)                                     | · < 2 500                       |

## GenreSyncerus
| Espèce               | Nom commun        | Image | Longueur (sans queue) | Hauteur (au garrot) | Masse                     | Cornes    | Distribution (pays) | Statut UICN & population |
| -------------------- | ----------------- | ----- | --------------------- | ------------------- | ------------------------- | --------- | --- | ------------------------ |
| Syncerus caffer      | Buffle d'Afrique  |       | 240-340 cm            | 148-175 cm          | ♂ 500-900 kg ♀ 350-620 kg | 66-160 cm | Afrique subsaharienne (Afrique du Sud, Angola, Botswana, Burundi, Congo-Kinshasa, Éthiopie, Kenya, Malawi, Mozambique, Namibie, Ouganda, Rwanda, Somalie, Tanzanie, Zambie, Zimbabwe)                                                 | · 398 000-401 000        |
| Syncerus matthewsi   | Buffle de Mathews |       | 200-245 cm            | 120-145 cm          | ♂ 300-500 kg ♀ 250-450 kg | 53-72 cm  | Afrique subsaharienne (Congo-Kinshasa, Ouganda, Rwanda) | · 398 000-401 000        |
| Syncerus brachyceros | Buffle du Tchad   |       | 200-245 cm            | 120-145 cm          | ♂ 300-500 kg ♀ 250-450 kg | 53-95 cm  | Afrique subsaharienne (Bénin, Burkina Faso, Cameroun, Centrafrique, Congo-Kinshasa, Côte d'Ivoire, Éthiopie, Ghana, Guinée, Guinée-Bissau, Kenya, Liberia, Mali, Niger, Nigeria, Ouganda, Sénégal, Sierra Leone, Soudan, Tchad, Togo) | · 398 000-401 000        |
| Syncerus nanus       | Buffle nain       |       | 180-220 cm            | 100-130 cm          | ♂ 320 kg ♀ 260 kg         | < 40 cm   | Afrique subsaharienne (Angola, Cameroun, Centrafrique, Congo-Brazzaville, Congo-Kinshasa, Côte d'Ivoire, Guinée équatoriale, Gabon, Nigeria)                                                                                          | · 398 000-401 000        |

## GenrePseudoryx
| Espèce                  | Nom commun | Image | Longueur (sans queue) | Hauteur (au garrot) | Masse     | Cornes   | Distribution (pays)              | Statut UICN & population |
| ----------------------- | ---------- | ----- | --------------------- | ------------------- | --------- | -------- | -------------------------------- | ------------------------ |
| Pseudoryx nghetinhensis | Saola      |       | 143-150 cm            | 84-95 cm            | 70-100 kg | 35-55 cm | Asie du Sud-Est (Laos, Viêt Nam) | · 25-750                 |